# Sanchoniathon
Sanchoniathon (en grec : Σαγχουνιάθων, du phénicien 𐤎𐤊𐤍𐤉𐤕𐤍 Sanchun-yaton, « [le dieu] Sanchun [l']a donné », ou qui veut dire Philalèthe, « ami de la vérité ») est un auteur phénicien natif de Béryte (d'autres avancent Tyr). 

## Datation
Sanchoniathon aurait vécu avant la guerre de Troie, vingt siècles avant Jésus-Christ. Pour le philosophe Porphyre (234-310), il serait contemporain de la reine Sémiramis (~800 av. J.C) mais cette référence est contradictoire des époques évoquées par lui. En 1841, l'abbé Jacques-Paul Migne, dans un ouvrage consacré à des démonstrations évangéliques, le tenait en haute estime, le qualifiant de « plus ancien des historiens », « initié aux doctrines de Thot », écrivant ailleurs que « d'après la succession des rois de Phénicie, dit Porphyre, il n'était postérieur à Moïse que d'un ou de deux siècles », ajoutant « après Sanchoniathon viennent Homère et Hésiode, les plus anciens écrivains grecs ».

## Œuvre
Son œuvre n'est connue que par quelques extraits traduits du phénicien en hébreu par Philon de Byblos (65 apr.J.C.-140) sous le règne de l'empereur Hadrien et cités par l'évêque Eusèbe de Césarée (265-339) dans sa Praeparatio Evangelica. Ces quelques fragments constituent la principale source écrite concernant la religion phénicienne.
L'existence même de Sanchoniathon a souvent été remise en cause, et on a supposé que le véritable auteur de ces fragments serait Philon de Byblos, ou que ces textes seraient une compilation de diverses traditions, auxquelles Philon aurait donné une forme de pseudépigraphe. 
Dans son Mémoire sur Sanchoniathon, Ernest Renan écrit que Philon de Byblos peut être envisagé comme un polygraphe sérieux et érudit, quoique dénué de critique, et non comme un faussaire, et il démontre par des textes que Sanchoniathon, ayant vraisemblablement vécu sous les Séleucides, était connu dans l'antiquité classique et que plusieurs particularités de son Histoire phénicienne (Φοινικικὴ ἱστορία / Phoinikikī̀ hístoría / Phoenicorum historia) ne s'expliquent que par l'origine phénicienne du livre. On tend à considérer de nos jours la traduction de Philon comme une interprétation hellénistique de matériaux phéniciens.
D'après Patrick Tort, Sanchoniathon est le premier penseur matérialiste de l'histoire de la pensée.